# Phantasy Star Online version 2
Phantasy Star Online Ver.2 (PSO Ver.2) est un jeu de rôle en ligne massivement multijoueur sorti sur Dreamcast en 2001 au Japon, puis aux États-Unis la même année. Il est ensuite sorti en Europe six mois plus tard en 2002. Sa sortie sur ce continent a été très incertaine jusqu'au dernier moment, car l'annonce de l'arrêt de fabrication de la Dreamcast avait déjà été annoncée depuis près d'une année et Sega publiait déjà des jeux sur des consoles concurrentes. Ce jeu fait suite au premier épisode online de la série, sorti une année auparavant.

## Système de jeu
Cette version 2 apporte des nouveautés surtout sur le mode réseau. 
- Les caractéristiques des personnages ont été ajustées.
- Les Forces peuvent lancer des Technics jusqu'au level 30 (15 dans la première version).
- Un nouveau niveau de difficulté fait son apparition : le mode Ultimate. Ce mode est accompagné d'un nouveau style graphique, tant au niveau des décors qu'au niveaux des ennemis.
- Les joueurs peuvent aller jusqu'au level 200 (100 dans la première version).
- De nouvelles armes font leur apparition, loufoques pour la plupart.
- Les joueurs peuvent rechanger le look de leur personnage s'ils ont sur eux plus de 10 000 mesetas (la monnaie du jeu).
- Les joueurs peuvent conserver leur personnage sur cette version, mais plus jamais ils ne pourront l'utiliser sur la version précédente.
- Sur le mode réseau uniquement, deux nouveaux modes de jeux avaient aussi fait leur apparition : un mode battle et un mode challenge. Ces derniers se passaient dans deux nouveaux environnements : Spaceship et Temple.
- Toujours sur le mode réseau, les joueurs de la première version, dont les noms apparaissaient en blanc, pouvaient jouer avec ceux de la seconde version, dont les noms apparaissaient en jaune. Mais uniquement sur les niveaux et mode de jeu qui n'étaient présents que sur la première version. Ainsi, un joueur qui créait une équipe, devait obligatoirement choisir s'il voulait jouer en version 1 ou 2, en d'autres thermes s'il voulait oui ou non laisser entrer un joueur de la version précédente.
- Les serveurs de jeu restaient les mêmes. Ils étaient toujours divisés en plusieurs blocs, eux-mêmes divisés en plusieurs lobbies. La Sonic Team avait ajouté par ailleurs les lobbies 11 à 15 qui étaient en fait des immenses terrains de football, appelé "Go Go Ball". Les joueurs pouvaient y former des équipes et jouer avec une figurine venant tout droit de l'univers de ChuChu Rocket! en guise de ballon.

Il n'est plus possible de jouer en ligne, les serveurs japonais et européens de Phantasy Star Online sont aujourd'hui fermés.

### Le mode Battle
En mode Battle, les joueurs peuvent poser des pièges ou attaquer les autres joueurs. Ils peuvent se livrer bataille conformément aux règles définies par le chef. Ce mode ne se joue qu'en mode Online, et seuls les utilisateurs de PSO Ver.2 peuvent y participer. L'état des joueurs, tels que niveau ou objets récupérés sur le champ de bataille, ne sont pas enregistrés. Une partie dans ce mode se joue en équipe. Chaque joueur possède le même niveau de départ, mais à chaque fois que l'un d'eux est vaincu, il acquiert un avantage qui varie selon les règles définies par le chef. Les joueurs ne sont pas obligés de s'affronter dans une arène, mais peuvent également explorer le monde de Ragol comme s'il s'agissait d'un mode normal, sauf que les coéquipiers peuvent être tués en même temps que les ennemis.

### Le mode Challenge
Les niveaux du mode Challenge gagnent en profondeur. Il n'y a pas de niveau de difficulté ici. Les joueurs doivent coopérer et évoluer ensemble s'ils souhaitent finir le mode challenge dans un temps respectable. Ce mode ne peut pas se jouer en solitaire et il est réservé aux possesseurs de PSO ver.2.
Lorsque le chef a choisi la zone de défi, il ne reste plus qu'à explorer la zone. voici les règles de base : 
- Chaque joueur commence la partie au niveau 1.
- Impossible pour eux de retourner en ville avant d'avoir terminé les niveaux sélectionnés. Chaque objet distribué ou récolté doivent donc être dépensés avec ménagement.
- Un joueur tué ne peut être ressuscité qu'à l'aide de l'objet Scapedoll. Toutes autres façons sont sans effet.
- Si un membre de l'équipe a ses points de vie à 0, la partie est terminée et les joueurs sont renvoyées en ville. Ils doivent donc recommencer du début ou du dernier niveau terminé. La mort du joueur est sauvegardée et lors d'une prochaine partie, une pierre tombale apparaîtra à l'endroit où le valeureux est tombé.
- Des titres sont gagnés en mode Challenge et sont affichés dans la fenêtre d'état.
- Quand toutes les zones ont été explorées, le niveau est terminé et les joueurs reçoivent une récompense[3].

## Portage
Cette version du jeu a bénéficié d'un portage sur PC, sorti uniquement sur le continent asiatique, sous le nom de Phantasy Star Online. Les joueurs de cette version ne pouvaient pas jouer avec ceux de la version Dreamcast. Les serveurs y portaient des noms de constellations : 
| Nom des serveurs de la version PC (portant des noms de constellations) |                  |
| 01:JP/Lynx                                                             | 02:JP/Cancer     |
| 03:JP/Leo Minor                                                        | 04:JP/Ursa Major |
| 05:JP/Ursa Minor                                                       | 06:JP/Leo        |
| 07:JP/Sextans                                                          | 61:TW/Volans     |
| 62:TW/Carina                                                           | 63:TW/Vela       |
| 71:KR/Phoenix                                                          | 72:KR/Tucana     |
| 73:KR/Pavo                                                             | 74:KR/Apus       |

## Contenu annexe de la boîte du jeu
Le jeu était vendu avec le GD-Rom Dreamkey 3.0
Pour pouvoir jouer à PSO ver.2, les joueurs devaient mettre à jour leur navigateur DreamArena. Avec les deux Dreamkey précédents, il suffisait de se connecter à une ligne téléphonique pour jouer en ligne ou naviguer sur la toile et aucun abonnement était demandé. Avec cette troisième version, à installer obligatoirement pour tous ceux qui désiraient continuer à jouer en ligne ou naviguer sur internet à l'aide de la console 128 bits de Sega, il fallait s'abonner en parallèle chez un opérateur de télécommunications. Le jeu PSO ver.2 restait cependant sans abonnement propre.

## Suites et extensions
- Phantasy Star Online: Episode I and II sur GameCube en 2002 et sur Xbox en 2003. Cette version est également sortie au Japon sur PC en 2004 sous le titre Phantasy Star Online Blue Burst.
- Phantasy Star Online Episode I and II Plus sur GameCube en 2003.
- Phantasy Star Online Episode III: C.A.R.D. Revolution sur GameCube en 2003.
- Phantasy Star Online: Blue Burst - Episode IV sur PC en 2005 au Japon. Ce titre est également sortie dans le reste du monde sous le nom de Phantasy Star Online Blue Burst.